# 世田谷区立代沢小学校
世田谷区立代沢小学校（せたがやくりつだいざわしょうがっこう）は、東京都世田谷区代沢5丁目にある公立小学校。

## 概要
2019年度より校舎が新築になる。また、世田谷区初の小学校の敷地内に新たに健やかセンターなども同居した区の複合施設となる。2017年4月より2019年7月までは、2017年3月31日に廃校となった世田谷区立花見堂小学校の旧校舎に仮移転していた。

## 校訓
「子どもが元気、教師が元気、保護者が元気、地域が元気、学校が元気!!」
〜誇りを大切にした生き生きSchool代沢の創造 part2〜

## 沿革
- 1880年 - 代澤学校開校。荏原小学校代沢分教場と呼ばれる。
- 1944年 - 長野県の浅間温泉への学童集団疎開を実施。同行した教員の柳内達雄は受け持った学童を鉛筆部隊と名付け、家族や戦地の兵士に手紙を書くことを指導し、のちに特別攻撃隊員との交流で知られた[1][2]。
- 1947年 - 東京都世田谷区立代沢小学校へと校名を変更。
- 2007年 - 北沢川文化遺産保存の会から、坂口安吾が1930年から母親や兄と暮らした大田区安方町（現在の東矢口）にあった「蒲田の家」の門を活用した文学碑が寄贈される。
- 2017年 - 世田谷区立花見堂小学校を分割統合し、花見堂小学校の旧校舎に仮移転。校舎の解体工事が始まる。
- 2019年 - 2学期より新築された校舎に移転[3]。

## 年間行事
- 4月：始業式、入学式、1年生を迎える会、保護者会、1年交通安全教室、3年自転車教室、遠足、発育測定、親児フェスティバル、あいさつ推進週間、離任式
- 5月：川場移動教室、たてわり班顔合わせ、運動会
- 6月 個人面談、日生劇場観劇、水泳指導開始、音楽鑑賞教室、読書推進週間、地区班顔合わせ、スポーツテスト、古典鑑賞教室、学校公開週間、授業参観、セーフティ教室
- 7月：保護者会、美術鑑賞教室、着衣水泳体験、終業式、夏季休業、夏休み学習会、PTA学習教室、地域巡り、PTA校外委スポーツ大会、夏の舟形交流学習（2024年度をもって代沢小は終了）、日光林間学園
- 8月：夏季水泳指導、図書室開放日、親児の会花火、すいかわり大会
- 9月：始業式、防災引きとり訓練、あいさつ推進週間、保護者会、水泳記録会、学校保健委員会、発育測定、プール納め、学校公開週間、授業参観日、道徳授業地区公開講座、単P研修会
- 10月：社会科見学、連合運動会、ふれあい給食会、たてわり遠足、就学時健康診断
- 11月：秋の舟形交流学習（2024年度をもって代沢小は終了）、教育センター移動教室、学芸会、社会科見学
- 12月：NHK見学、保護者会、終業式、冬季休業
- 1月：始業式、あいさつ推進週間、発育測定、書き初め展、美しい日本語週間、読書推進週間、開校記念日、保護者会、新1年生保護者会
- 2月：送別球技大会、学校公開週間、授業参観日、セーフティ教室、読書推進週間
- 3月：保護者会、6年生を送る会、修了式、卒業式

## クラブ活動
- 音楽クラブ
- 造形クラブ
- 手芸クラブ
- 球技クラブ
- バドミントンクラブ
- パソコンクラブ
- 科学クラブ
- バスケットボールクラブ
- 室内遊びクラブ
- 卓球クラブ
- サッカークラブ
- 文芸クラブ
- タグラグビークラブ

## 著名な卒業生
- 安倍圭子（作曲家、マリンバ奏者、桐朋学園大学名誉教授）
- 鮎川陽子（ファッションモデル、デザイナー、画家）
- 伊藤文學 （実業家、編集者）
- 入野自由 (声優、俳優、歌手)
- 影木栄貴（漫画家）
- 金子ノブアキ（俳優、ドラマー）
- 金子マリ（歌手）
- KenKen （ベーシスト）
- 小池栄子（タレント）
- 小松杏里（劇作家、演出家）
- 佐藤ゆかり（衆議院議員）
- JUNK THE RiPPER（DARKSIDE MIRRORS)
- 瀬川瑛子 （歌手）
- 関口アナム（俳優）
- 膳場貴子 （元NHKアナウンサー）
- DAIGO （歌手）
- ユキ・ラインハート （ナレーター 、声優）
- LUCY MIRROR (DARKSIDE MIRRORS、シーナ＆ロケッツ)
- 和田誠  （映画監督、エッセイスト、イラストレーター）

## アクセス
最寄り駅：京王井の頭線・小田急線下北沢駅（南口から徒歩10分）